# Naturschutzgebiet 'Alzenauer Sande'
Naturschutzgebiet 'Alzenauer Sande' este o arie protejată (arie specială de conservare — SAC, sit de importanță comunitară — SCI) din Germania întinsă pe o suprafață de 95,34 ha, integral pe uscat.

## Localizare
Centrul sitului Naturschutzgebiet 'Alzenauer Sande' este situat la coordonatele 50°04′22″N 9°02′48″E / 50.0728°N 9.0467°E.

## Înființare
Situl Naturschutzgebiet 'Alzenauer Sande' a fost declarat sit de importanță comunitară în mai 1997 pentru a proteja 5 specii de animale. Situl a fost protejat și ca arie specială de conservare în aprilie 2016.

## Biodiversitate
Situată în ecoregiunea continentală, aria protejată conține 1 habitat natural: Vegetație psamofilă uscată cu pășuni deschise de Corynephorus și Agrostis.
La baza desemnării sitului se află mai multe specii protejate de  păsări (5): fâsă-de-câmp (Anthus campestris), caprimulg (Caprimulgus europaeus), ciuvică (Glaucidium passerinum), sfrâncioc roșiatic (Lanius collurio), ciocârlie de pădure (Lullula arborea).
Pe lângă speciile protejate, pe teritoriul sitului au mai fost identificate 1 specie de amfibieni.